# Дзвели-Квеши
Дзвели-Квеши (груз. ძველი ქვეში, азерб. Zol-Göyəç) — село Болнисского муниципалитета, края Квемо-Картли республики Грузия с 98 %-ным азербайджанским населением. Находится в юго-восточной части Грузии, на территории исторической области Борчалы.

## Изменения топонима
В 1990—1991 годах, в результате изменения руководством Грузии исторических топонимов населённых пунктов этнических меньшинств в регионе, название села Зол-Гоядж («азерб. Zol-Göyəç») было изменено на его нынешнее название — Дзвели-Квеши.

## География

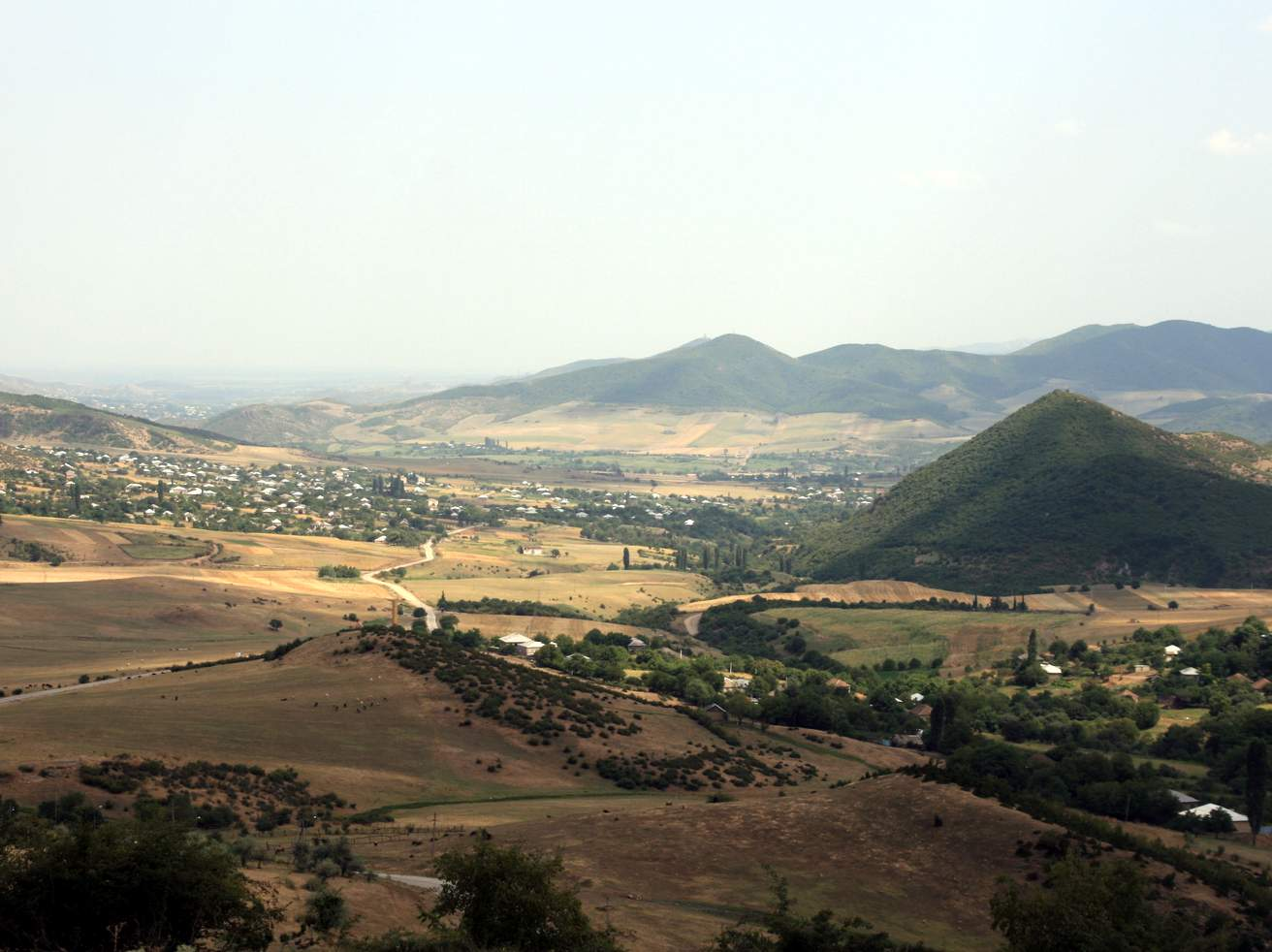
Село Дзвели-Квеши (слева)

Село находится на левом берегу реки Гети, в 13 км от районного центра Болниси, на высоте 720 метров от уровня моря.
Граничит с селами Дзедзвнариани, Квеши, Джавшаниани, Кианети, Ицриа, Акаурта, Сенеби, Тандзиа, Поцхвериани, Гета, Чреши, Ципори, Хахаладжвари, Зварети, Мушевани, Ратевани и Саберети Болнисского Муниципалитета.

## Население
По данным Государственного статистического комитета Грузии, согласно официальной переписи 2002 года, численность населения села Дзвели-Квеши составляет 2183 человека и на 98 % состоит из азербайджанцев.

## Экономика
Население в основном занимается овцеводством, скотоводством и овощеводством. В селе действует автозаправка.

## Достопримечательности
- Мечеть
- Средняя школа - была построена в 1923 году.[6][10]
- Муниципалитет[11]
- Дом культуры[12]

## Известные уроженцы
- Рашад Гаджизаде - азербайджанский футболист

## Интересные факты
В марте - мае 2010 года, мусульманская община Грузии, совместно с грузинским экспертом Гела Гуниава осуществили экспедиционную работу, в рамках которого провели интервьюирование мусульман-азербайджанцев в Тбилиси, а также других городах и населенных пунктах Квемо-Картли (городе Марнеули, Гардабани, селах Имири, Поничала, Дзвели-Квеши, Амамло, Меоре-Кесало и др.). Исследования включали в себя вопросы общего справочного характера о численности, национальном составе и районах проживания мусульман в Грузии, а также о количестве мечетей, священно-служителей и системе религиозного образования.
Была исследована также деятельность исламских культурно-просветительских организаций, изучен уровень знаний населения об исламе и религиозных обрядах, определен уровень проникновения религиозных норм в сознание и повседневную жизнь грузинских мусульман, проведены встречи с представителями шиитского и суннитского мусульманского духовенства, в том числе и с ахундами и имамами мечетей, указанных выше населенных пунктов.